# Villanière
Villanière település Franciaországban, Aude megyében. Lakosainak száma 147 fő (2022. január 1.). Villanière Caudebronde, Les Ilhes, Lastours, Miraval-Cabardes, Salsigne és Villardonnel községekkel határos.

## Népesség
A település népessége az elmúlt években az alábbi módon változott:
| Lakosok száma | 200  | 145  | 133  | 119  | 163  | 147  | 137  | 135  | 137  | 147  |
|               | 1968 | 1982 | 1990 | 2006 | 2013 | 2015 | 2017 | 2019 | 2020 | 2022 |